# Хейсс, Кэрол
Кэрол Элизабет Хейсс (Дженкинс) (англ. Carol Elizabeth Heiss (Jenkins), род. 20 января 1940 года в Нью-Йорке) — американская фигуристка, выступавшая в женском одиночном катании. Ныне тренер по фигурному катанию. Олимпийская чемпионка 1960 года, пятикратная чемпионка мира, четырёхкратная чемпионка США.
На Играх в Скво-Вэлли в 1960 году именно она произносила олимпийскую клятву на открытии соревнований.

## Биография
Хейсс выросла в окрестностях Куинса, Нью-Йорк, недалеко от Озон-Парка (англ. Ozone Park), где и начала кататься на коньках в возрасте 6 лет. Тренировал её Пьер Брюне. В 1951 году Кэрол выиграла детский чемпионат США. В 1952 году стала первой на чемпионате США юниорского уровня. В 1953 году она перешла во взрослую возрастную категорию, и с 1953 по 1956 год становилась второй позади Тенли Олбрайт на национальных чемпионатах.
В 1956 году Хейсс прошла квалификационный отбор на Олимпиаду в Кортина д'Ампеццо (Италия). Там она снова становится второй, в то время как Олбрайт – первой. Но уже на чемпионате мира того же года она обыгрывает Тенли — это первая золотая медаль Кэрол чемпионате мира из пяти подряд. Одновременно она училась и закончила Нью-Йоркский университет.
После зимних Олимпийских игр 1956 года и чемпионата мира Кэрол Хейсс хотела уйти из любительского спорта в профессиональные шоу. Но её мать, серьёзно больная раком, перед своей смертью (октябрь 1956 года) просит Кэрол остаться в любителях и выиграть для неё золотую олимпийскую медаль. В период между 1957 и 1960 годом Кэрол лидирует в мировом одиночном женском катании и на Олимпиаде в Скво-Вэлли становится первой, получив высшие баллы от всех девяти судей.
После ухода из любительского фигурного катания в 1960 году Хейсс сыграла главную женскую роль в фильме «Snow White and the Three Stooges». Вышла замуж за олимпийского чемпиона 1956 года в мужском одиночном катании — Хейза Алана Дженкинса.
До 1970 года Хейсс изредка выступала в различных шоу. В 1970 стала тренировать спортсменов в городе Акрон, штат Огайо, и добилась широкой известности. Её учениками были Тимоти Гейбл и Мики Андо.

## Спортивные достижения
| Соревнования/Сезон          | 1953 | 1954 | 1955 | 1956 | 1957 | 1958 | 1959 | 1960 |
| Олимпийские игры            |      |      |      | 2    |      |      |      | 1    |
| Чемпионаты мира             |      |      | 2    | 1    | 1    | 1    | 1    | 1    |
| Чемпионаты Северной Америки |      |      | 2    |      | 1    |      | 1    |      |
| Чемпионаты США              | 2    | 2    | 2    | 2    | 1    | 1    | 1    | 1    |